# 全国ユースフォーラム
全国ユースフォーラム（ぜんこくユースフォーラム）とは、文部科学省、社団法人青少年育成国民会議、独立行政法人国立青少年教育振興機構が主催する青少年事業のことである。

## 概要
高校生世代を対象にし、国立オリンピック記念青少年総合センターで、毎年、7月末に2泊3日の日程で開催される。全国47都道府県から約300名が参加。
「学校」、「家族」、「友達」、「自らの将来」などの身近な話題から、「平和」、「環境問題」、「政治」などのグローバルな問題、更には「メディア」、「食の問題」などの時事問題を、分科会という形に分かれて討議する。
閉会後は報告書が作成され、文部科学省Webサイト内に掲載されている。

## 実行委員会
国立オリンピック記念青少年総合センターに通うことのできる首都圏地区から選出された現役高校生が実行委員会として組織され、毎年夏に開催される全国ユースフォーラムの企画・運営を全面的に行う。
3月に第1回実行委員会が開催され、約4か月をかけて企画・準備を行う（実行委員会の実施回数は20数回、その他に各自の作業や担当者ごとの打ち合わせなどで、40回程度は集まっている模様）。フォーラム当日は、分科会の進行約や各種イベントの進行など参加者を全面的にサポートする。フォーラム終了後は、成果や課題をまとめ「報告書」を作成する。分科会のページを含め、ほぼ全てのページを実行委員が執筆する。この報告書の完成をもって解散となる。
人数は年によって異なる。2007年度報告書によれば、実行委員は24名とされている。